# Bruce Willis

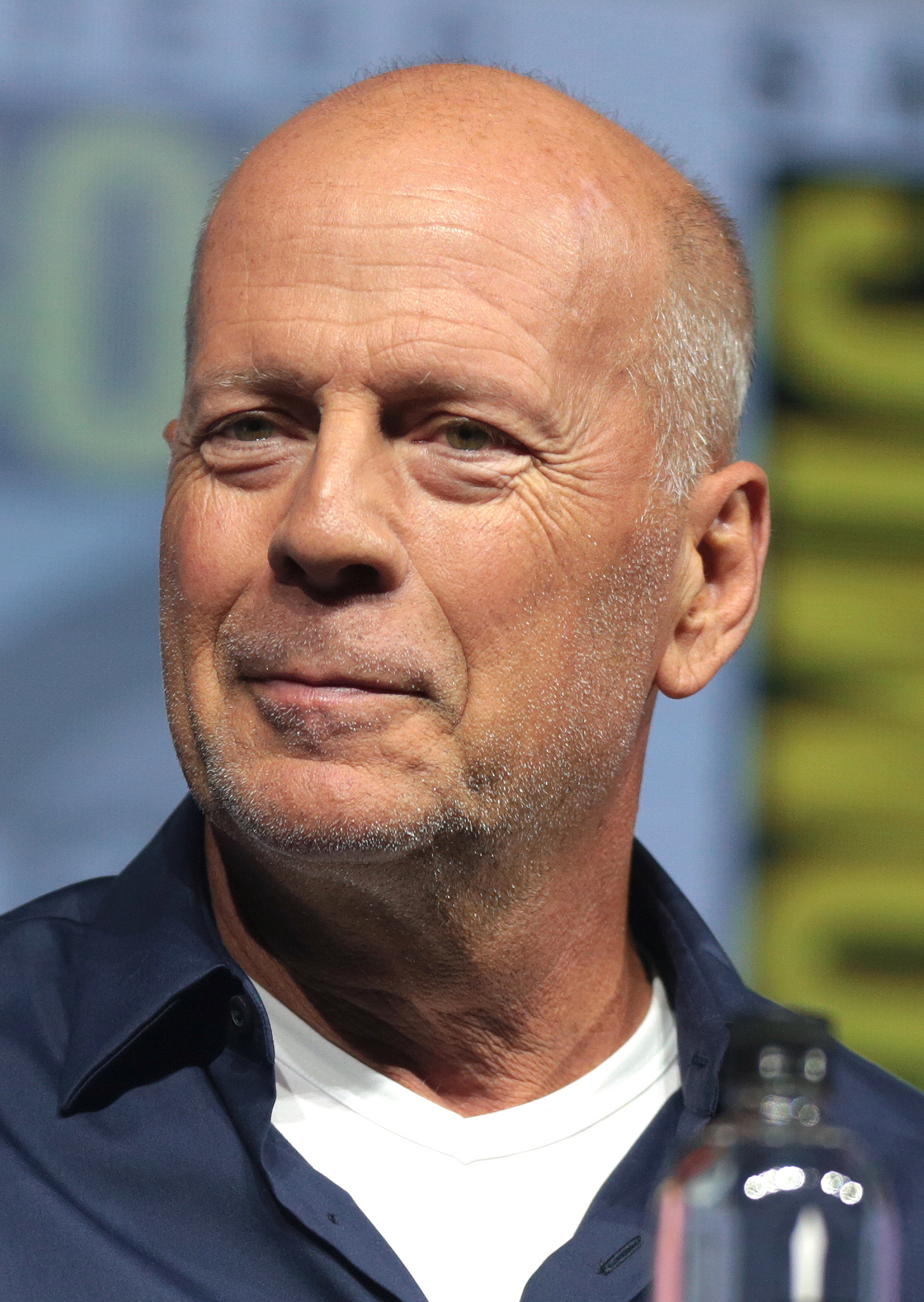
Bruce Willis (2018)

Walter Bruce Willis (* 19. März 1955 in Idar-Oberstein, Deutschland) ist ein US-amerikanischer Schauspieler. Er wurde 1985 durch die Fernsehserie Das Model und der Schnüffler bekannt.  Seinen Durchbruch als Filmschauspieler hatte er 1988 mit dem Kinofilm Stirb langsam in der Rolle des John McClane, die er auch in mehreren Fortsetzungen verkörperte.
Er profilierte sich insbesondere in actionbetonten Rollen und spielte in Hollywood-Filmen wie Pulp Fiction, 12 Monkeys, Das fünfte Element, The Sixth Sense und Sin City mit. Er wurde unter anderem mit einem Emmy und einem Golden Globe Award ausgezeichnet. Sein Schaffen umfasst rund 140 Produktionen für Film und Fernsehen.
Nachdem bei Willis eine Aphasie diagnostiziert worden war, gab seine Familie im März 2022 kurz nach seinem 67. Geburtstag das Ende seiner Schauspielkarriere bekannt. Im Februar 2023 machte seine Familie zudem öffentlich, dass er an frontotemporaler Demenz leide.

## Biografie

### Kindheit und Jugend
Bruce Willis wurde 1955 in Idar-Oberstein als Sohn des US-Soldaten David Willis und dessen deutscher Frau Marlene aus Kaufungen bei Kassel geboren. Er verbrachte die ersten zwei Jahre mit den Eltern in Deutschland, ehe die Familie 1957 in die Vereinigten Staaten übersiedelte. Zusammen mit seinen drei jüngeren Geschwistern wuchs er in New Jersey auf. Als Therapie gegen sein Stottern kam er während der Schulzeit zur Schauspielerei. Nach Abschluss der High School nahm er Schauspielunterricht am Montclair State College und arbeitete nebenher in einer Chemiefabrik, um den Unterricht zu finanzieren.

### Schauspielkarriere

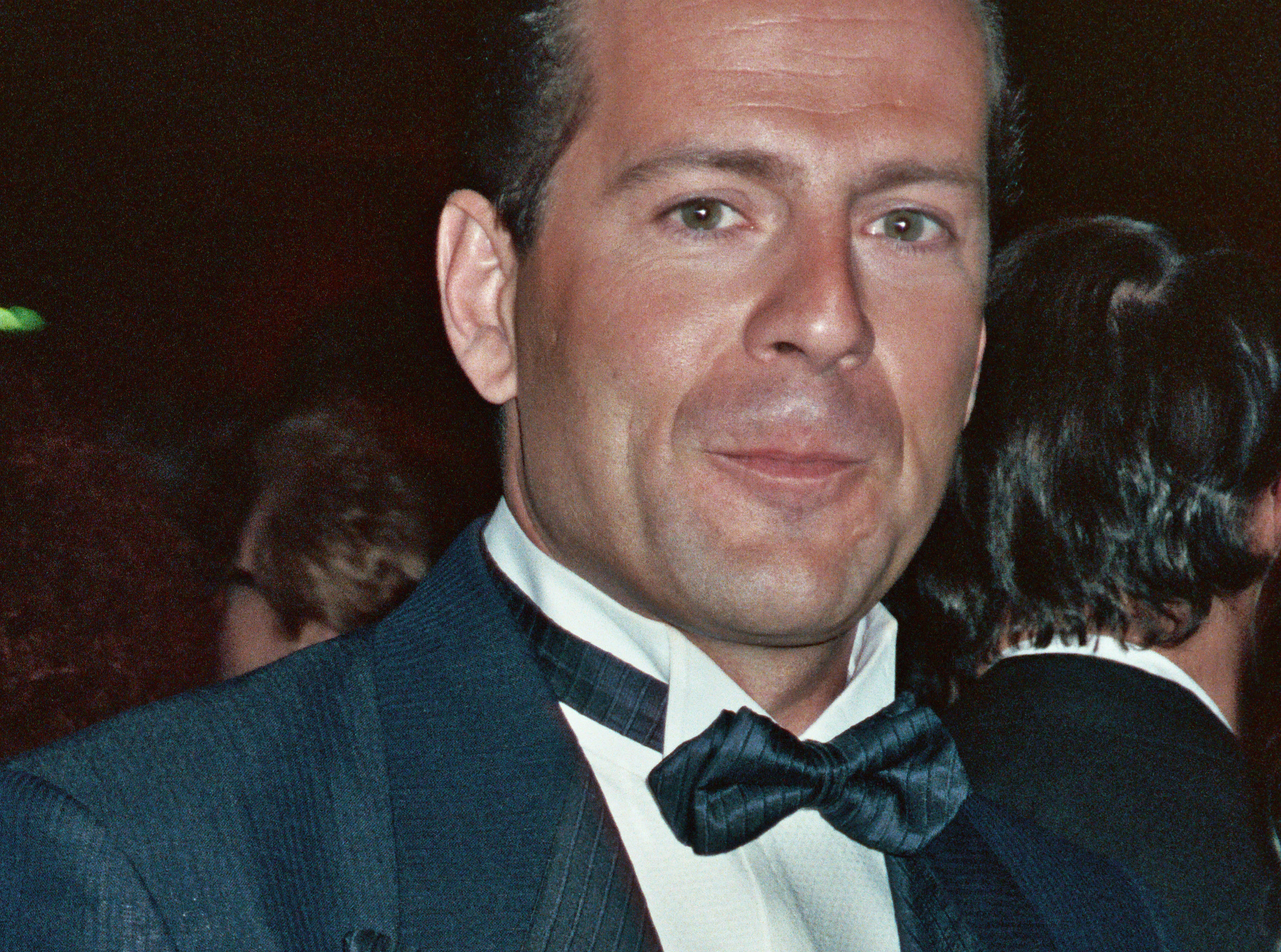
Bruce Willis (1989)

Erste Erfahrungen als Schauspieler sammelte er an Theatern in New York City und als Darsteller in Werbespots. Ab 1985 spielte er die Hauptrolle in der Detektivserie Das Model und der Schnüffler (Moonlighting), die unter anderem mit einem Emmy und einem Golden Globe ausgezeichnet wurde. In der Serie Miami Vice hatte er eine Gastrolle. Anschließend arbeitete er zweimal mit dem Regisseur Blake Edwards zusammen.
1988 gelang Willis mit dem Kinoerfolg Stirb langsam der Durchbruch. Die Rolle des Polizisten John McClane, der nur die eigenen Regeln befolgt und immer einen lockeren Spruch auf den Lippen hat, machte ihn zum Star des Actionfilms. Abgesehen von weiteren Actionfilmen wie Stirb langsam 2 und Last Boy Scout – Das Ziel ist Überleben hatte er bis Mitte der 1990er-Jahre kaum kommerziellen Erfolg, was unter anderem daran lag, dass er durch Rollen in Komödien wie Der Tod steht ihr gut oder Hudson Hawk – Der Meisterdieb versuchte, sein Action-Image zu relativieren.
1994 wurde er von Quentin Tarantino in Pulp Fiction in der Rolle des Boxers Butch besetzt, dessen Darstellung von der Kritik gelobt wurde. Es folgten weitere Kassenschlager wie 12 Monkeys (1995), Das fünfte Element (1997) oder Armageddon – Das jüngste Gericht (1998). Mit Filmen wie The Sixth Sense (1999) oder Unbreakable – Unzerbrechlich (2000) widmete er sich anschließend verstärkt Dramen, blieb aber auch Komödien und Actionfilmen treu.

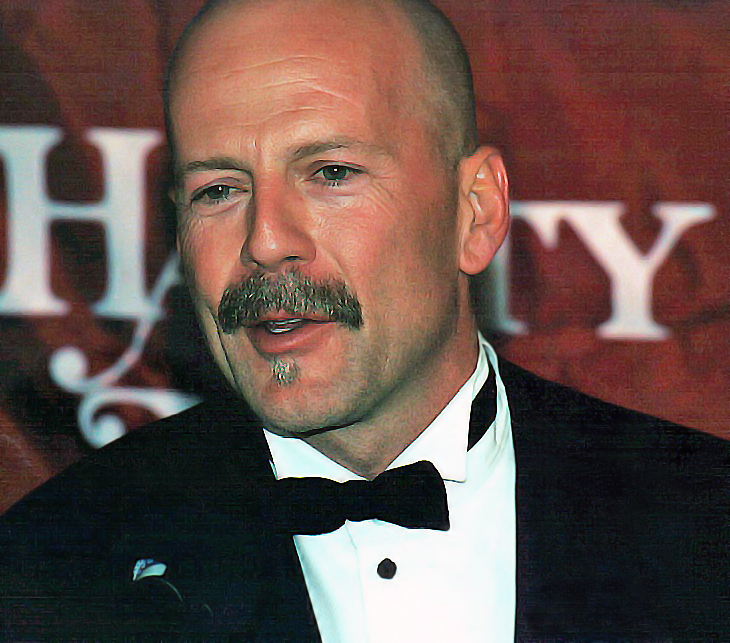
Bruce Willis (2002)

Im Oktober 2006 wurde Willis mit einem Stern auf dem Hollywood Walk of Fame geehrt. Er zählte laut dem US-amerikanischen Forbes Magazine zu dieser Zeit zu den bestbezahlten Schauspielern Hollywoods. Zwischen Juni 2007 und Juni 2008 erhielt er Gagen in Höhe von insgesamt 41 Millionen US-Dollar und rangierte damit hinter Will Smith, Johnny Depp, Eddie Murphy, Mike Myers und Leonardo DiCaprio auf Platz sechs.
Es folgten weitere Kinoproduktionen, aber insbesondere ab Mitte der 2010er-Jahre spielte Willis vermehrt in Filmen mit, die nur eine eingeschränkte oder überhaupt keine Kinoauswertung erfuhren. Außerdem trat er in solchen zweitklassigen Produktionen häufig nur als Nebendarsteller auf. Mit den Regisseuren Steven C. Miller und Brian A. Miller arbeitete er mehrfach bei B-Actionfilmen zusammen. Häufiger Produzent und gelegentlicher Regisseur war Randall Emmett. Rückblickend wird dieser auffällige Qualitätsabfall mit Willis’ bereits einsetzender Erkrankung erklärt. Sein Schaffen umfasst rund 140 Produktionen für Film und Fernsehen.
Im März 2022 gab die Familie das Ende von Willis’ Schauspielkarriere bekannt, nachdem bei ihm eine aphasische Störung mit kognitiven Einschränkungen diagnostiziert worden war. Kollegen berichteten, er habe in den Jahren zuvor an Filmsets wiederholt Probleme u. a. mit Texten und Abläufen gehabt und sei auf Unterstützung angewiesen gewesen. Im Februar 2023 teilte die Familie die endgültige Diagnose mit; er leide an frontotemporaler Demenz. Durch die nicht heilbare Krankheit verlor Willis später auch seine Sprachfähigkeiten.

### Weitere Aktivitäten
Willis war auch als Theaterschauspieler und Produzent tätig. Im King King, einem Musiklokal in Los Angeles, war er Stammgast und trat (mit den Blue Shadows) auch als mundharmonikaspielender „Bruno“ auf. Darüber hinaus veröffentlichte er zwei Musikalben; das sehr erfolgreiche The Return of Bruno, das mit Platin ausgezeichnet wurde und If It Don’t Kill You, It Just Makes You Stronger. Chartplatzierungen erreichte er mit den Single-Auskopplungen Respect Yourself – dem Cover eines Songs der Staple Singers – und Under the Boardwalk. 2010 hatte er einen Gastauftritt im Musikvideo zu Stylo, der 2010 erschienenen Single der Gorillaz.
Willis ist Mitgründer der Restaurantkette Planet Hollywood. 2007 ernannte die Stadt Idar-Oberstein den hier geborenen Willis zum Sonderbotschafter.

### Privatleben
Von 1987 bis 2000 war Willis mit der Schauspielerin Demi Moore verheiratet. Sie haben drei Töchter,  Rumer (* 1988), Scout LaRue (* 1991) und Tallulah Belle (* 1994). Alle Töchter standen schon selbst vor der Kamera, zunächst in Filmen, in denen auch ein Elternteil mitspielte. Rumer war an der Seite ihres Vaters in Hostage – Entführt zu sehen; Scout LaRue und Tallulah Belle spielten erstmals in dem Film Der scharlachrote Buchstabe mit, danach 2001 in Banditen!.
Beim Sundance Film Festival in Utah im Januar 2008 präsentierte sich Willis mit seiner neuen Partnerin, dem Model Emma Heming; die Hochzeit fand im März 2009 auf den Caicos-Inseln statt. Im April 2012 wurde die erste gemeinsame Tochter geboren. Im Mai 2014 bekam das Paar eine weitere Tochter.

### Äußerungen zu Politik und Zeitgeschehen
In einem Interview Anfang 2006 dementierte Willis das Gerücht, er sei Anhänger der Regierung von George W. Bush. Er sagte, er sei kein Republikaner und hasse Regierungen: „Wir können unsere Politiker nicht beeinflussen. Die interessieren sich einen Dreck für uns.“ Außerdem rechtfertigte er sich, den Krieg im Irak zu befürworten: „Ich bin kein gewalttätiger Mensch. Aber wir leben in einer gewalttätigen Welt. Dieses Land wurde auf Gewalt aufgebaut.“ Anlässlich des Films Stirb langsam 4.0 sagte er in einem Interview mit der Süddeutschen Zeitung, dass er ein politisch schwer einzuordnender Mensch sei, der differenziert denke.

## Filmografie (Auswahl)
- 1980: Die erste Todsünde (The First Deadly Sin)
- 1982: The Verdict – Die Wahrheit und nichts als die Wahrheit (The Verdict)
- 1984: Miami Vice (Fernsehserie, Folge 1x07)
- 1985: Twilight Zone (Fernsehserie, Folge 1x01)
- 1985–1989: Das Model und der Schnüffler (Moonlighting, Fernsehserie, 65 Folgen)
- 1987: Blind Date – Verabredung mit einer Unbekannten (Blind Date)
- 1988: Sunset – Dämmerung in Hollywood (Sunset)
- 1988: Stirb langsam (Die Hard)
- 1989: Kuck mal, wer da spricht! (Look Who’s Talking, Stimme)
- 1989: Zurück aus der Hölle (In Country)
- 1990: Fegefeuer der Eitelkeiten (The Bonfire of the Vanities)
- 1990: Stirb langsam 2 (Die Hard 2)
- 1990: Kuck mal, wer da spricht 2 (Look Who’s Talking Too, Stimme)
- 1991: Tödliche Gedanken (Mortal Thoughts)
- 1991: Hudson Hawk – Der Meisterdieb (Hudson Hawk)
- 1991: Billy Bathgate
- 1991: Last Boy Scout – Das Ziel ist Überleben (The Last Boy Scout)
- 1992: Der Tod steht ihr gut (Death Becomes Her)
- 1992: The Player
- 1993: Loaded Weapon 1
- 1993: Tödliche Nähe (Striking Distance)
- 1994: Color of Night
- 1994: Nobody’s Fool – Auf Dauer unwiderstehlich (Nobody’s Fool)
- 1994: Pulp Fiction
- 1994: North
- 1995: 12 Monkeys (Twelve Monkeys)
- 1995: Four Rooms
- 1995: Stirb langsam: Jetzt erst recht (Die Hard: With a Vengeance)
- 1996: Last Man Standing
- 1996: Beavis und Butt-Head machen’s in Amerika (Beavis and Butt-Head Do America, Stimme)
- 1997: Das fünfte Element (The Fifth Element)
- 1997: Der Schakal (The Jackal)
- 1997: Verrückt nach dir (Mad About You, Fernsehserie, Folge 5x24)
- 1998: Armageddon – Das jüngste Gericht (Armageddon)
- 1998: Das Mercury Puzzle (Mercury Rising)
- 1998: Ausnahmezustand (The Siege)
- 1999: Ally McBeal (Fernsehserie, Folge 2x12)
- 1999: An deiner Seite (The Story of Us)
- 1999: Breakfast of Champions – Frühstück für Helden (Breakfast of Champions)
- 1999: The Sixth Sense
- 2000: Keine halben Sachen (The Whole Nine Yards)
- 2000: Friends (Fernsehserie, Folgen 6x21–6x23)
- 2000: The Kid – Image ist alles (The Kid)
- 2000: Unbreakable – Unzerbrechlich (Unbreakable)
- 2001: Banditen! (Bandits)
- 2002: Das Tribunal (Hart’s War)
- 2002: Grand Champion
- 2002: True West (Fernsehserie)
- 2003: Tränen der Sonne (Tears of the Sun)
- 2003: 3 Engel für Charlie – Volle Power (Charlie’s Angels: Full Throttle)
- 2004: Keine halben Sachen 2 – Jetzt erst recht! (The Whole Ten Yards)
- 2004: Ocean’s 12 (Ocean’s Twelve)
- 2005: Hostage – Entführt (Hostage)
- 2005: Sin City
- 2005: Die wilden Siebziger (That ’70s Show, Fernsehserie, Folge 8x04)
- 2006: Ab durch die Hecke (Over the Hedge, Stimme)
- 2006: Lucky Number Slevin
- 2006: Alpha Dog – Tödliche Freundschaften (Alpha Dog)
- 2006: 16 Blocks
- 2006: Fast Food Nation
- 2007: Verführung einer Fremden (Perfect Stranger)
- 2007: Stirb langsam 4.0 (Live Free or Die Hard)
- 2007: Planet Terror (Grindhouse: Planet Terror)
- 2007: Astronaut Farmer
- 2007: Nancy Drew – Girl Detective (Nancy Drew)
- 2008: Inside Hollywood (What Just Happened)
- 2008: Lange Beine, kurze Lügen und ein Fünkchen Wahrheit … (Assassination of a High School President)
- 2009: Surrogates – Mein zweites Ich (Surrogates)
- 2010: Cop Out – Geladen und entsichert (Cop Out)
- 2010: The Expendables
- 2010: R.E.D. – Älter, Härter, Besser (Red)
- 2011: Set Up
- 2011: Catch .44 – Der ganz große Coup (Catch .44)
- 2012: The Cold Light of Day
- 2012: Moonrise Kingdom
- 2012: Lady Vegas (Lay the Favorite)
- 2012: The Expendables 2
- 2012: Looper
- 2012: Fire with Fire – Rache folgt eigenen Regeln (Fire with Fire)
- 2013: Stirb langsam – Ein guter Tag zum Sterben (A Good Day to Die Hard)
- 2013: G.I. Joe – Die Abrechnung (G.I. Joe: Retaliation)
- 2013: R.E.D. 2 (RED 2)
- 2014: Sin City 2: A Dame to Kill For (Sin City: A Dame to Kill For)
- 2014: The Prince – Only God Forgives (The Prince)
- 2015: Vice
- 2015: Rock the Kasbah
- 2015: Extraction
- 2016: Precious Cargo
- 2016: Marauders – Die Reichen werden bezahlen (Marauders)
- 2016: Split
- 2017: Once Upon a Time in Venice
- 2017: First Kill
- 2018: Death Wish
- 2018: Acts of Violence
- 2018: Reprisal – Nimm dir, was dir gehört! (Reprisal)
- 2018: Air Strike (Big Bombing)
- 2019: Glass
- 2019: The LEGO Movie 2 (Stimme)
- 2019: The Orville (Fernsehserie, Folge 2x07, Stimme)
- 2019: Motherless Brooklyn
- 2019: 10 Minutes Gone
- 2019: Trauma Center
- 2020: Survive the Night
- 2020: Hard Kill
- 2020: Anti-Life – Tödliche Bedrohung (Breach)
- 2021: Cosmic Sin – Invasion im All (Cosmic Sin)
- 2021: Midnight in the Switchgrass – Auf der Spur des Killers (Midnight in the Switchgrass)
- 2021: Out of Death
- 2021: Killing Field (Survive the Game)
- 2021: Apex
- 2021: Deadlock
- 2021: Fortress – Stunde der Abrechnung (Fortress)
- 2021: American Siege
- 2022: Gasoline Alley
- 2022: A Day to Die
- 2022: Fortress: Sniper’s Eye
- 2022: Vendetta
- 2022: White Elephant
- 2022: Wrong Place
- 2022: Wire Room
- 2022: Detective Knight: Rogue
- 2022: Paradise City
- 2022: Maximum Security (Corrective Measures)
- 2022: Detective Knight: Redemption
- 2023: Detective Knight: Independence
- 2023: Assassin – Every Body is a Weapon (Assassin)

## Diskografie

### Alben
| Jahr | Titel                                                   | Höchstplatzierung, Gesamtwochen, AuszeichnungChartplatzierungen (Jahr, Titel, Platzierungen, Wochen, Auszeichnungen, Anmerkungen) | Höchstplatzierung, Gesamtwochen, AuszeichnungChartplatzierungen (Jahr, Titel, Platzierungen, Wochen, Auszeichnungen, Anmerkungen) | Höchstplatzierung, Gesamtwochen, AuszeichnungChartplatzierungen (Jahr, Titel, Platzierungen, Wochen, Auszeichnungen, Anmerkungen) | Anmerkungen                                                   |
| Jahr | Titel                                                   | UK | US | R&B | Anmerkungen                                                   |
| ---- | ------------------------------------------------------- | --- | --- | --- | ------------------------------------------------------------- |
| 1987 | The Return of Bruno Motown                              | UK4 Gold · (28 Wo.)UK | US14 Gold · (29 Wo.)US | R&B27 (13 Wo.)R&B | Erstveröffentlichung: 20. Januar 1987 Produzent: Robert Kraft |
| 1989 | If It Don’t Kill You, It Just Makes You Stronger Motown | — | — | — | Erstveröffentlichung: 20. August 1989 Produzent: Robert Kraft |

### Kompilationen
- 1997: Bruce Willis
- 1999: Classic Bruce Willis: The Universal Masters Collection
- 2000: Millennium Series
- 2000: Master Series
- 2005: Ultimate Collection

### Singles
| Jahr | Titel Album                                                                   | Höchstplatzierung, Gesamtwochen, AuszeichnungChartplatzierungen (Jahr, Titel, Album, Platzierungen, Wochen, Auszeichnungen, Anmerkungen) | Höchstplatzierung, Gesamtwochen, AuszeichnungChartplatzierungen (Jahr, Titel, Album, Platzierungen, Wochen, Auszeichnungen, Anmerkungen) | Höchstplatzierung, Gesamtwochen, AuszeichnungChartplatzierungen (Jahr, Titel, Album, Platzierungen, Wochen, Auszeichnungen, Anmerkungen) | Anmerkungen                                                                                                  |
| Jahr | Titel Album                                                                   | UK | US | R&B | Anmerkungen                                                                                                  |
| ---- | ----------------------------------------------------------------------------- | --- | --- | --- | --- |
| 1987 | Respect Yourself The Return of Bruno                                          | UK7 (10 Wo.)UK | US5 (14 Wo.)US | R&B20 (11 Wo.)R&B | Erstveröffentlichung: Januar 1987 Autoren: Luther Ingram, Mack Rice Original: The Staple Singers, 1971       |
| 1987 | Young Blood The Return of Bruno                                               | — | US68 (5 Wo.)US | — | Erstveröffentlichung: April 1987 Autoren: Jerry Leiber, Mike Stoller, Doc Pomus Original: The Coasters, 1957 |
| 1987 | Under the Boardwalk The Return of Bruno                                       | UK2 Silber · (15 Wo.)UK | US59 (7 Wo.)US | R&B72 (6 Wo.)R&B | Erstveröffentlichung: Mai 1987 Autoren: Kenny Young, Arthur Resnick Original: The Drifters, 1964             |
| 1987 | Secret Agent Man – James Bond Is Back The Return of Bruno                     | UK43 (4 Wo.)UK | — | — | Erstveröffentlichung: September 1987 Autor und Original: John Barry, 1963                                    |
| 1988 | Comin’ Right Up The Return of Bruno                                           | UK73 (3 Wo.)UK | — | — | Erstveröffentlichung: Dezember 1987 Autor: Brock Walsh                                                       |
| 1989 | Save the Last Dance for Me If It Don’t Kill You, It Just Makes You Stronger   | UK80 (2 Wo.)UK | — | — | Erstveröffentlichung: November 1989 Autoren: Doc Pomus, Mort Shuman Original: The Drifters, 1960             |
| 1990 | Turn It Up (A Little Louder) If It Don’t Kill You, It Just Makes You Stronger | — | — | — | Erstveröffentlichung: 1990 Autoren: Bruce Willis, Robben Ford, Robert Kraft                                  |

## Auszeichnungen für Musikverkäufe
| Platin-Schallplatte - Kanada - 1987: für das Album The Return of Bruno |

Anmerkung: Auszeichnungen in Ländern aus den Charttabellen bzw. Chartboxen sind in ebendiesen zu finden.
| Land/RegionAuszeichnungen für Musikverkäufe (Land/Region, Auszeichnungen, Verkäufe, Quellen) | Silber  | Gold     | Platin  | Verkäufe | Quellen         |
| -------------------------------------------------------------------------------------------- | ------- | -------- | ------- | -------- | --------------- |
| Kanada (MC)                                                                                  | —       | —        | Platin1 | 100.000  | musiccanada.com |
| Vereinigte Staaten (RIAA)                                                                    | —       | Gold1    | —       | 500.000  | riaa.com        |
| Vereinigtes Königreich (BPI)                                                                 | Silber1 | Gold1    | —       | 350.000  | bpi.co.uk       |
| Insgesamt                                                                                    | Silber1 | 2× Gold2 | Platin1 |          |                 |

## Deutsche Synchronstimmen
Ronald Nitschke lieh ihm in Das Model und der Schnüffler, Der Tod steht ihr gut, Blind Date und Four Rooms seine Stimme. In fast allen anderen Filmen wurde er von Manfred Lehmann synchronisiert. In Stirb langsam: Jetzt erst recht bekam er ausnahmsweise die Stimme von Thomas Danneberg, da Lehmann zu diesem Zeitpunkt mit Dreharbeiten beschäftigt war. Andere Sprecher waren zudem Manfred Seipold, Sigmar Solbach, Michael Schwarzmaier und Peter Lakenmacher, die Willis allesamt in jeweils nur einem Film ihre Stimmen liehen.

## Auszeichnungen

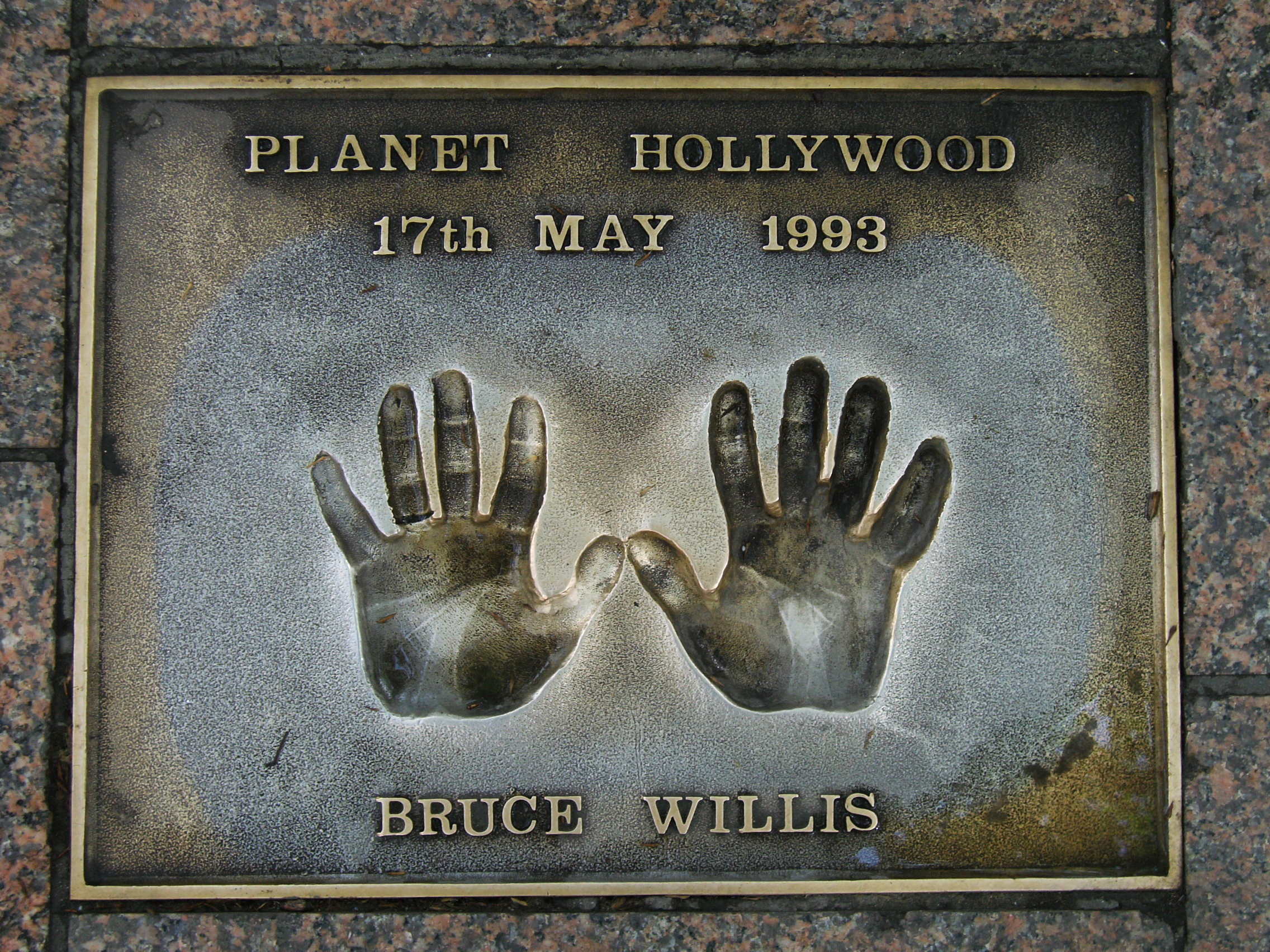
Handabdrücke beim Planet Hollywood in London

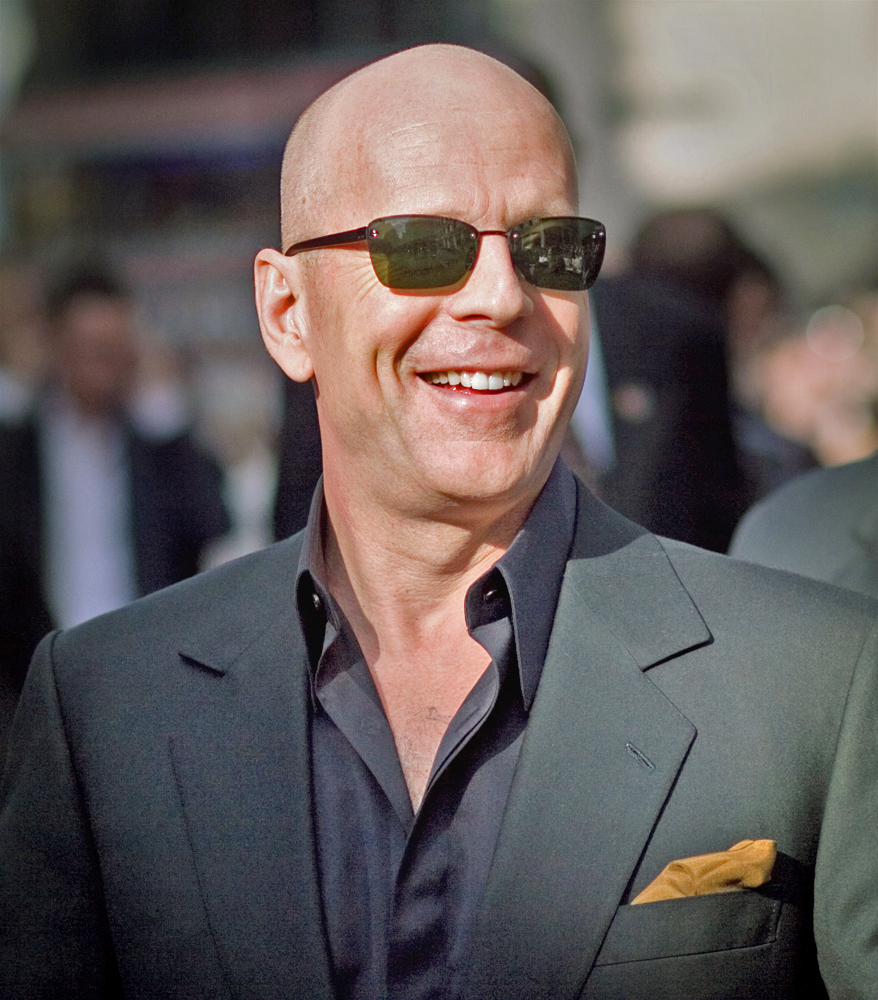
Willis (2007)

- 1986: People’s Choice Awards, Favorite Male Performer in a New TV Program
- 1987: Emmy, Bester Hauptdarsteller in einer Dramaserie, für Das Model und der Schnüffler
- 1987: Golden Globe, Bester Serien-Hauptdarsteller – Komödie oder Musical für Das Model und der Schnüffler
- 1992: Goldene Himbeere, Schlechtestes Drehbuch für Hudson Hawk – Der Meisterdieb
- 1999: Goldene Himbeere, Schlechtester Hauptdarsteller für Armageddon, Das Mercury Puzzle und Ausnahmezustand
- 1999: Blockbuster Entertainment Awards, Bester Nebendarsteller, für Ausnahmezustand
- 2000: Blockbuster Entertainment Awards, Bester Hauptdarsteller, für The Sixth Sense
- 2000: People’s Choice Award, Favorite Motion Picture Star in a Drama
- 2000: American Cinematheque Gala Tribute; American Cinematheque Award
- 2000: Emmy, Bester Gastdarsteller in einer Comedyserie für Friends
- 2002: Hasty Pudding, Mann des Jahres
- 2005: Goldene Kamera, Bester Internationaler Schauspieler
- 2005: Officier dans l’ordre des Arts et des Lettres (franz. Kulturorden)[17]
- 2006: Stern auf dem Hollywood Walk of Fame
- 2013: Commandeur dans l’ordre des Arts et des Lettres